# Communauté de communes Combrailles Sioule et Morge
La communauté de communes Combrailles Sioule et Morge est une communauté de communes française, située dans le département du Puy-de-Dôme en région Auvergne-Rhône-Alpes.

## Historique
Le schéma départemental de coopération intercommunale (SDCI) du Puy-de-Dôme, dévoilé en octobre 2015, proposait la fusion des communautés de communes des Côtes de Combrailles, Manzat communauté ainsi que huit communes de la communauté de communes du Pays de Menat. Il est confirmé en mars 2016.
La fusion est prononcée par l'arrêté préfectoral no 16-02965 du 19 décembre 2016 (rectifié par l'arrêté no 16-02982 du 22). La structure intercommunale prend le nom de « Combrailles Sioule et Morge ».

## Territoire communautaire

### Géographie
La communauté de communes Combrailles Sioule et Morge est située au nord-ouest du département du Puy-de-Dôme, dans la région naturel des Combrailles ainsi que du pays Brayaud.

### Composition
La communauté de communes est composée des 29 communes suivantes :

| Nom                        | Code Insee | Gentilé           | Superficie (km2) | Population (dernière pop. légale) | Densité (hab./km2) |
| -------------------------- | ---------- | ----------------- | ---------------- | --------------------------------- | ------------------ |
| Manzat (siège)             | 63206      | Manzatois         | 39,06            | 1 417 (2022)                      | 36                 |
| Les Ancizes-Comps          | 63004      | Ancizois          | 21,2             | 1 714 (2022)                      | 81                 |
| Beauregard-Vendon          | 63035      | Beauregardais     | 7,33             | 1 323 (2022)                      | 180                |
| Blot-l'Église              | 63043      | Blotaires         | 25,29            | 441 (2022)                        | 17                 |
| Champs                     | 63082      |                   | 15,13            | 421 (2022)                        | 28                 |
| Charbonnières-les-Vieilles | 63093      |                   | 32,62            | 1 161 (2022)                      | 36                 |
| Châteauneuf-les-Bains      | 63100      | Castelneuvois     | 16,92            | 311 (2022)                        | 18                 |
| Combronde                  | 63116      | Combrondais       | 18               | 2 142 (2022)                      | 119                |
| Davayat                    | 63135      | Davayères         | 2,33             | 646 (2022)                        | 277                |
| Gimeaux                    | 63167      | Gimeaudaires      | 2,19             | 388 (2022)                        | 177                |
| Jozerand                   | 63181      |                   | 10,76            | 564 (2022)                        | 52                 |
| Lisseuil                   | 63197      |                   | 6,88             | 108 (2022)                        | 16                 |
| Loubeyrat                  | 63198      | Boiratoux         | 23,93            | 1 431 (2022)                      | 60                 |
| Marcillat                  | 63208      | Marcillatois      | 11,76            | 342 (2022)                        | 29                 |
| Montcel                    | 63235      | Montcellois       | 9,43             | 559 (2022)                        | 59                 |
| Pouzol                     | 63286      | Pouzolais         | 13,93            | 270 (2022)                        | 19                 |
| Prompsat                   | 63288      | Prompsadaires     | 4,23             | 476 (2022)                        | 113                |
| Queuille                   | 63294      | Queuillants       | 10,03            | 282 (2022)                        | 28                 |
| Saint-Angel                | 63318      |                   | 17,89            | 474 (2022)                        | 26                 |
| Saint-Gal-sur-Sioule       | 63344      | Saint-Galois      | 9,52             | 148 (2022)                        | 16                 |
| Saint-Georges-de-Mons      | 63349      |                   | 34,15            | 2 003 (2022)                      | 59                 |
| Saint-Hilaire-la-Croix     | 63358      |                   | 16,21            | 372 (2022)                        | 23                 |
| Saint-Myon                 | 63379      |                   | 5,51             | 553 (2022)                        | 100                |
| Saint-Pardoux              | 63382      | Saint-Pardousiens | 15,99            | 428 (2022)                        | 27                 |
| Saint-Quintin-sur-Sioule   | 63390      | Saint-Quintinois  | 14,32            | 387 (2022)                        | 27                 |
| Saint-Rémy-de-Blot         | 63391      |                   | 15,22            | 247 (2022)                        | 16                 |
| Teilhède                   | 63427      | Teilhédaires      | 11,82            | 519 (2022)                        | 44                 |
| Vitrac                     | 63464      |                   | 13,23            | 338 (2022)                        | 26                 |
| Yssac-la-Tourette          | 63473      | Touretaires       | 2,14             | 396 (2022)                        | 185                |

### Démographie
| 1968   | 1975   | 1982   | 1990   | 1999   | 2010   | 2015   | 2021   |
| ------ | ------ | ------ | ------ | ------ | ------ | ------ | ------ |
| 16 016 | 15 573 | 16 178 | 16 209 | 16 006 | 17 930 | 18 604 | 19 646 |

## Administration

### Siège
Le siège de la communauté de communes est situé à Manzat.

### Les élus
La communauté de communes est gérée par un conseil communautaire composé de 47 membres représentant chacune des communes membres.
Leur répartition a été fixée par l'arrêté préfectoral no 19-01837 du 9 octobre 2019 :
| Nombre de délégués | Communes                             |
| ------------------ | ------------------------------------ |
| 5                  | Combronde, Saint-Georges-de-Mons     |
| 4                  | Les Ancizes-Comps                    |
| 3                  | Beauregard-Vendon, Loubeyrat, Manzat |
| 2                  | Charbonnières-les-Vieilles           |
| 1 (+ 1 suppléant)  | les 22 autres communes               |

### Présidence
| Période                                  | Période      | Identité            | Étiquette | Qualité                          |
| ---------------------------------------- | ------------ | ------------------- | --------- | -------------------------------- |
| Les données manquantes sont à compléter. |              |                     |           |                                  |
| 2017                                     | juillet 2020 | Jean-Marie Mouchard | PS        | maire de Loubeyrat (2008 → 2020) |
| juillet 2020                             | En cours     | Sébastien Guillot   | PS        | maire de Gimeaux (2012 → )       |

### Compétences
L'intercommunalité exerce des compétences qui lui sont déléguées par les communes membres. Parmi celles-ci, quatre sont obligatoires, cinq sont optionnelles et au moins trois sont facultatives :
Compétences obligatoires
- Actions de développement économique (zones d'activité, promotion du tourisme)
- Aménagement de l'espace pour la conduite d'actions d'intérêt communautaire
- Aménagement, entretien et gestion des aires d'accueil des gens du voyage
- Collecte et traitement des déchets ménagers et assimilés

Compétences optionnelles
- Protection et mise en valeur de l'environnement
- Politique du logement et du cadre de vie
- Création, aménagement et entretien de la voirie
- Construction, entretien et fonctionnement d'équipements culturels et sportifs d'intérêt communautaire et d'équipements de l'enseignement pré-élémentaire et élémentaire d'intérêt communautaire
- Action sociale d'intérêt communautaire

Compétences facultatives
- Développement économique (sentiers de randonnée, développement touristique)
- Culture et sports
- Petite enfance, enfance et jeunesse

### Régime fiscal et budget
La communauté de communes applique la fiscalité professionnelle unique.